# Jessica Bießmann
Jessica Bießmann (Berlim Oriental, 28 de Agosto de 1981) é uma política neonazista alemã, que foi filiada ao partido de extrema-direita Alternativa para a Alemanha, porém, atualmente está sem partido. Enquanto membro da AfD, Bießmann foi responsável por ser porta-voz do partido para políticas para família no parlamento de Berlim.